# Slavkovský les
Slavkovský les (Duits: Kaiserwald) is een natuurreservaat en berggebied in Tsjechië. Het ligt grotendeels in de regio Karlsbad. Het gebied is meer dan 600 km² groot en heeft het karakter van een schiervlakte.
De hoogste heuvels in de Slavkovský les zijn de Lesný (938m) en Łysina (982m). Door het gebied stromen de Eger en een zijrivier daarvan, de Teplá. Het laagste punt van het gebied ligt in Karlsbad, aan de oever van de Ohře. Veel heuvels in deze regio zijn gevormd door vulkanische activiteit. Hierdoor is het ook niet verwonderlijk dat er veel warme en koude waterbronnen in het gebied liggen, waardoor er veel kuuroorden zijn. De belangrijkste hiervan zijn Karlsbad, Mariënbad en Františkovy Lázně.